# Cipetes II de Bitinia

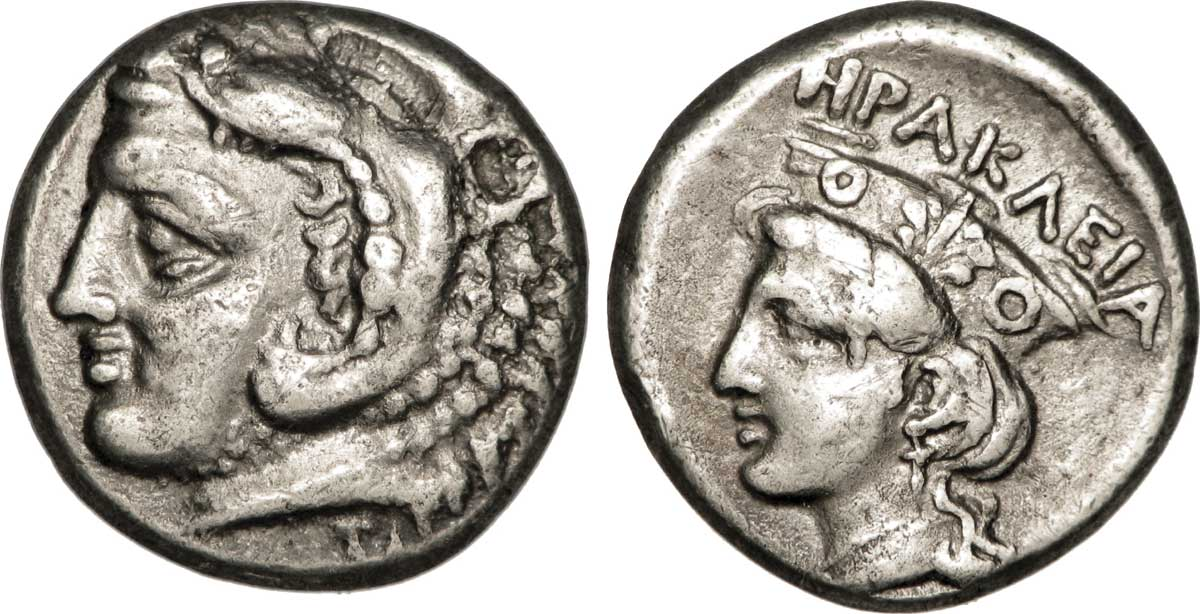
Dracma bitinio del, acuñado en Heraclea Póntica.

Cipetes II (griego: Ζιποίτης B' της Βιθυνίας) fue rey de Bitinia entre los años 279 y 276 a. C., hijo del gran gobernante Cipetes I y hermano de Nicomedes I. Tras escapar del intento de asesinato a manos de Nicomedes, a diferencia de sus otros dos hermanos, Cipetes lideró una insurrección contra Nicomedes y consiguió mantener, por un tiempo, su propia soberanía sobre una parte considerable de Bitinia. Para someter a Cipetes, Nicomedes hubo de llamar en su ayuda a los galos Leonorio y Lutario, futuros fundadores de Galacia.